# 東芝ITコントロールシステム
東芝ITコントロールシステム株式会社（とうしばアイティーコントロールシステム）は、東京都新宿区に本社を置いていた、かつて存在した東芝グループの企業である。
2025年（令和7年）4月1日、東芝デベロップメントエンジニアリング株式会社に吸収合併され、東芝ユニファイドテクノロジーズ株式会社となった。
非破壊検査システム事業や、リチウムイオン蓄電システム事業などを行っている。